# Museo Civico di Montepulciano
Le Museo Civico di Montepulciano est un musée italien hébergé au Palazzo Neri Orselli de Montepulciano.

## Description
La collection du musée comprend des pièces archéologiques et des inscriptions lapidaires de la région. La galerie d'art est née du don à la commune de la collection de Francesco Crociani en 1859. Depuis lors, elle a été complétée par des œuvres provenant de diverses provenances, dont des monastères. Le portrait de Luigi Chiarini (abbé) par Tebaldo Fumi se trouve au Museo Civico.

## Galerie d'images

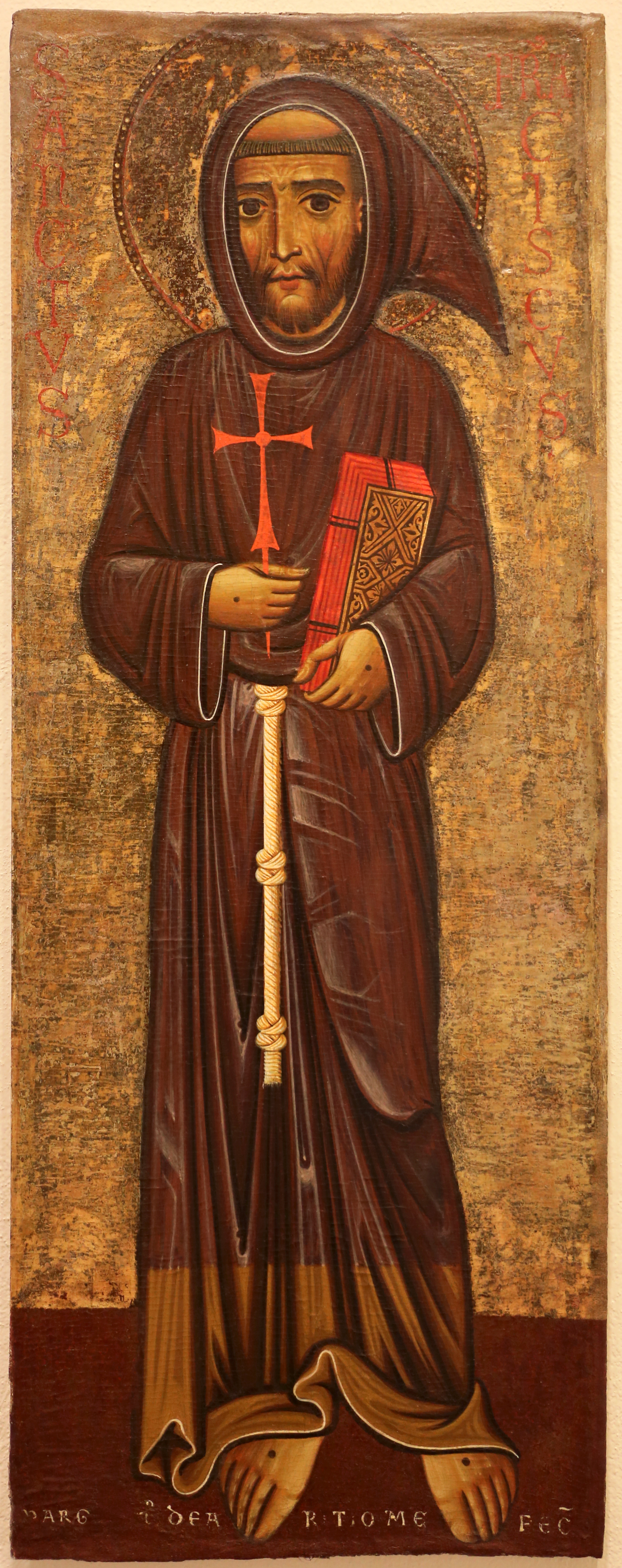
San Francesco.
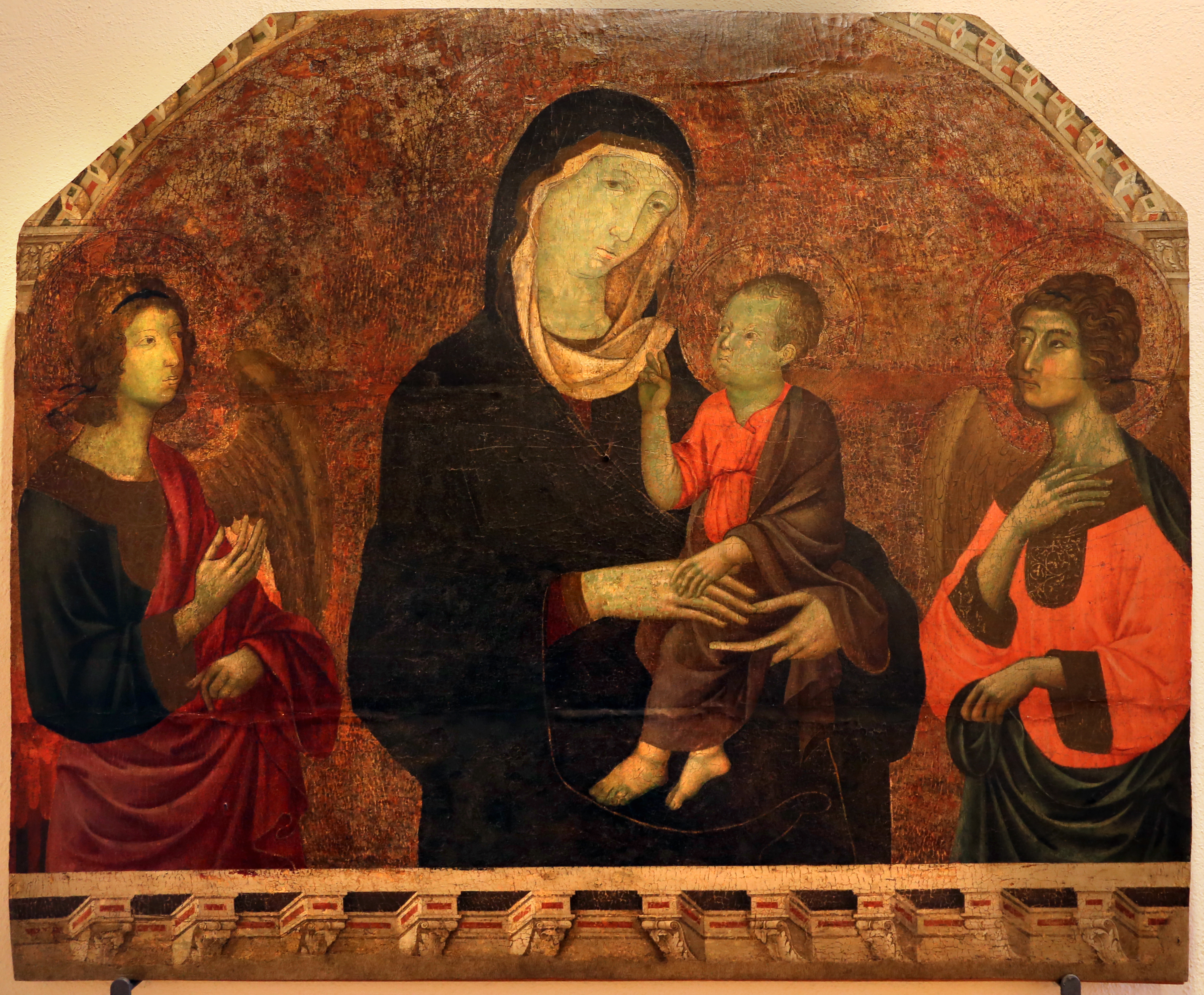
Madonna con Bambino e due Angeli du Maître de Badia a Isola.
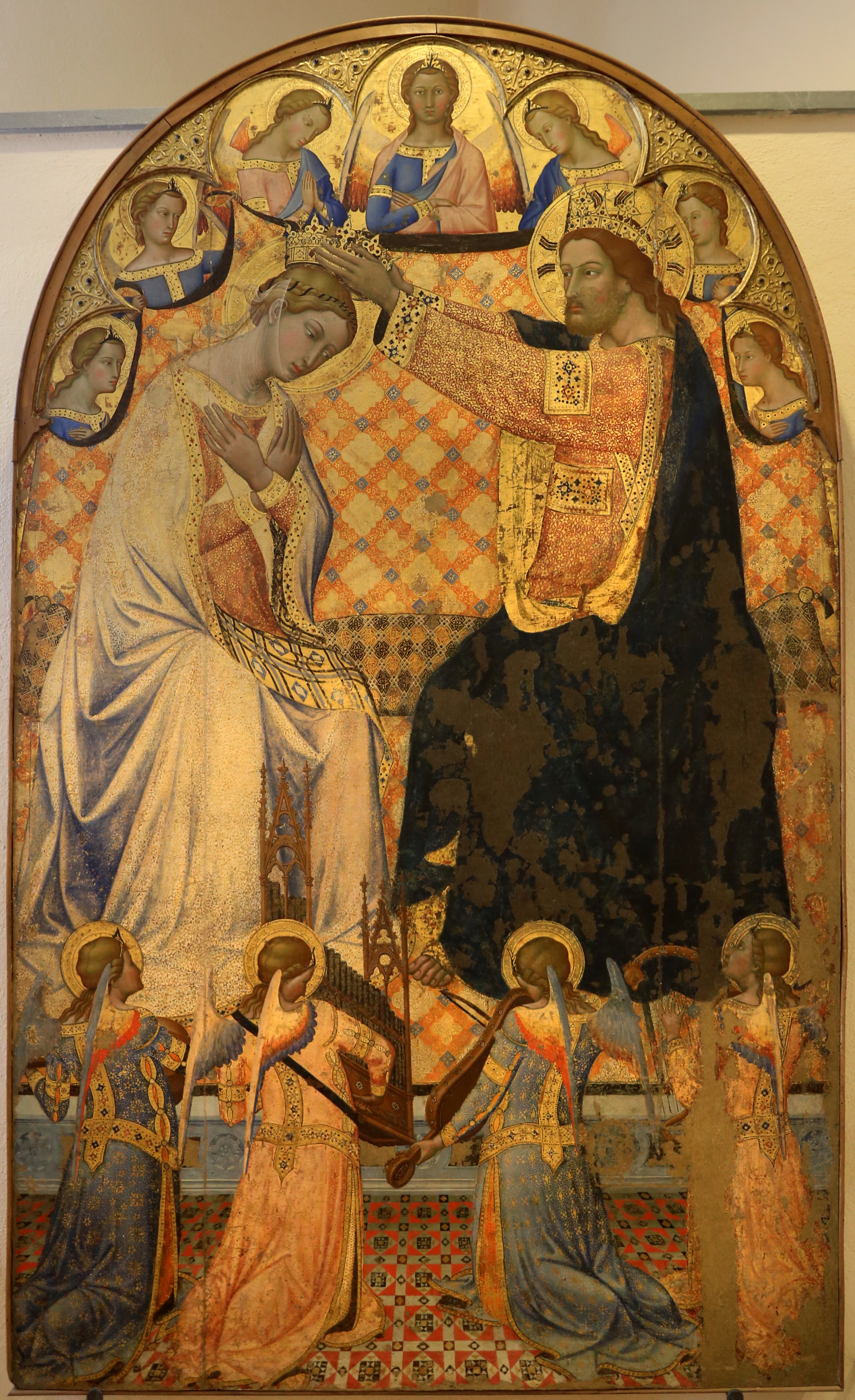
Incoronazione della Vergine
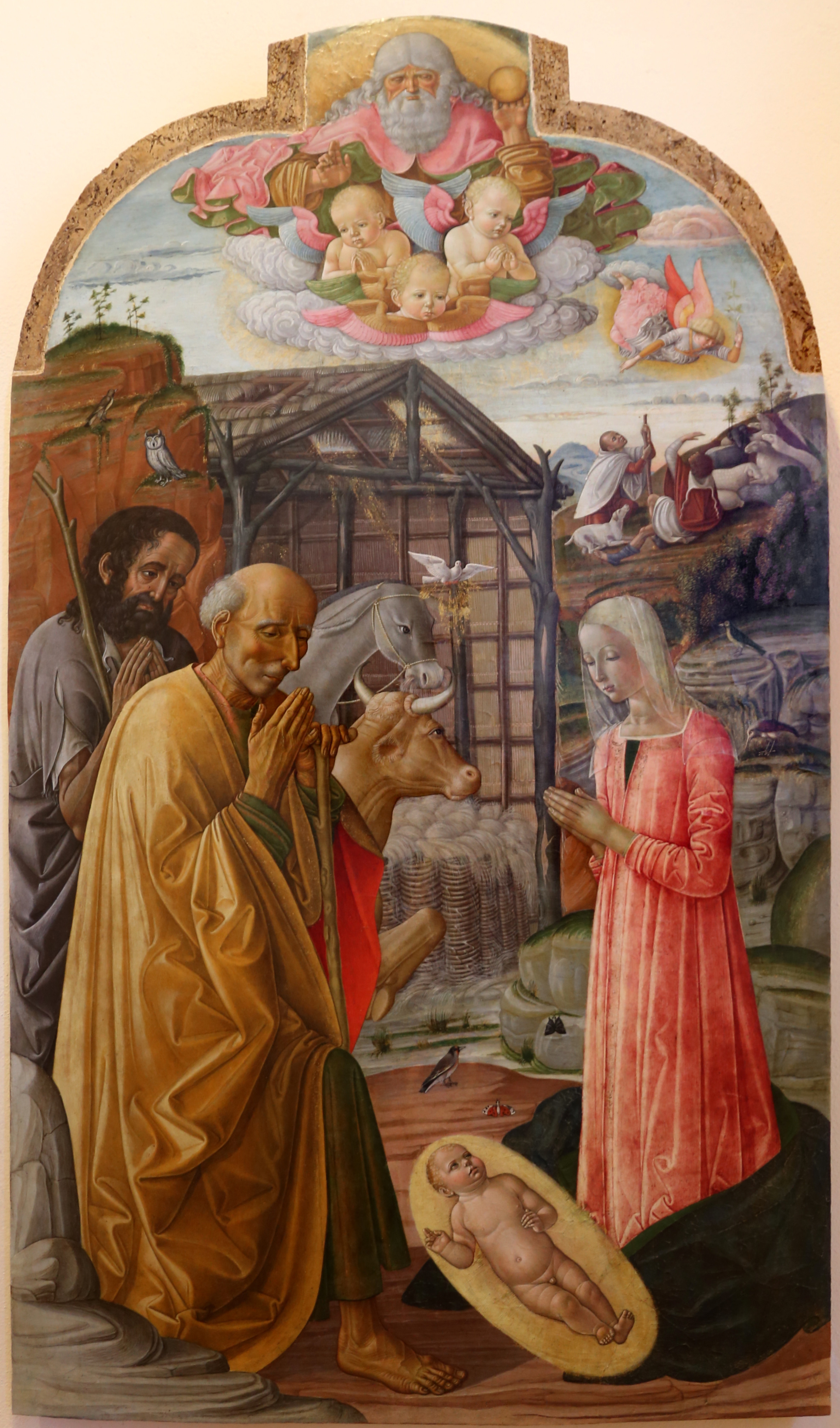
Natività.
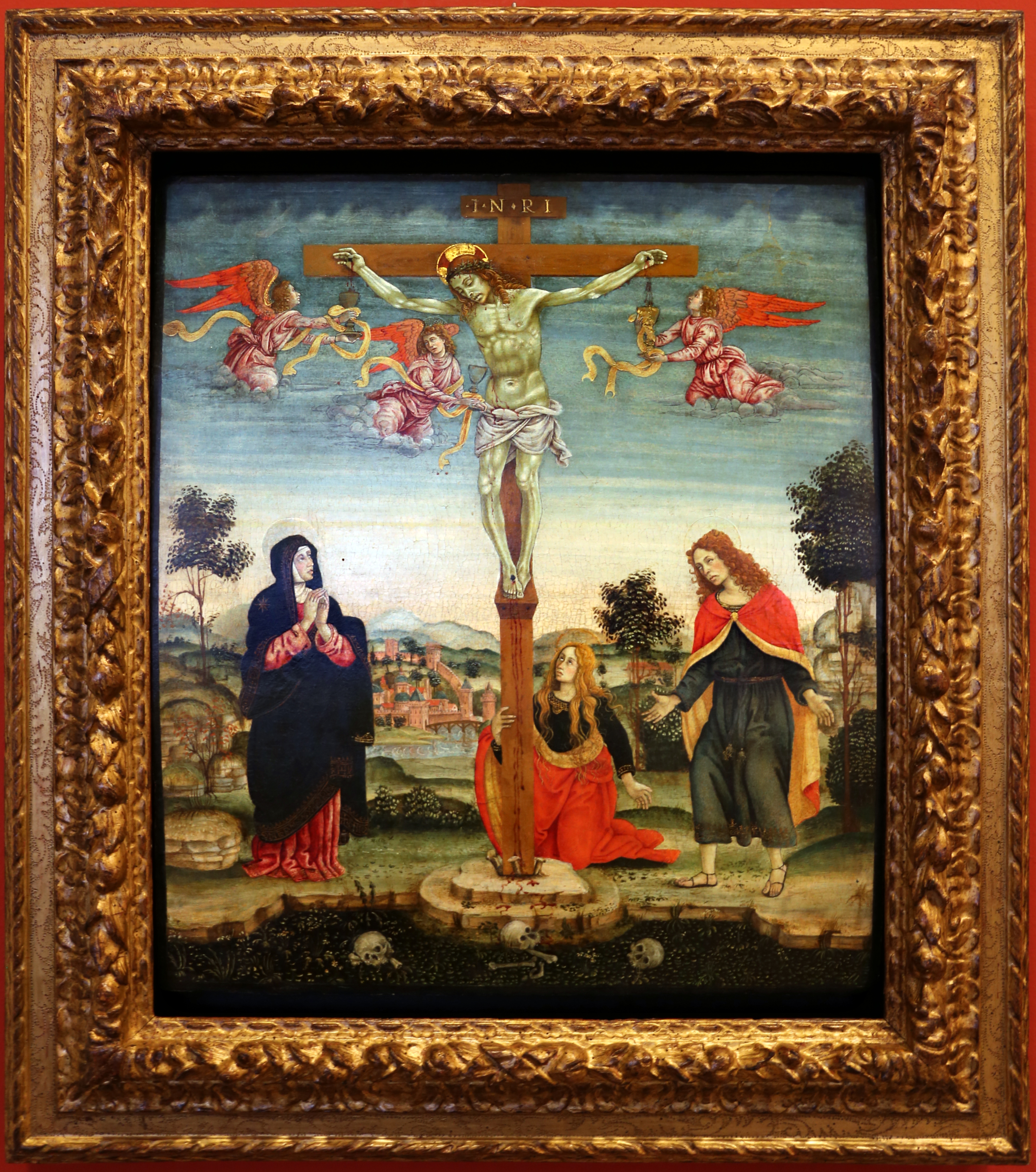
Crocefissione.
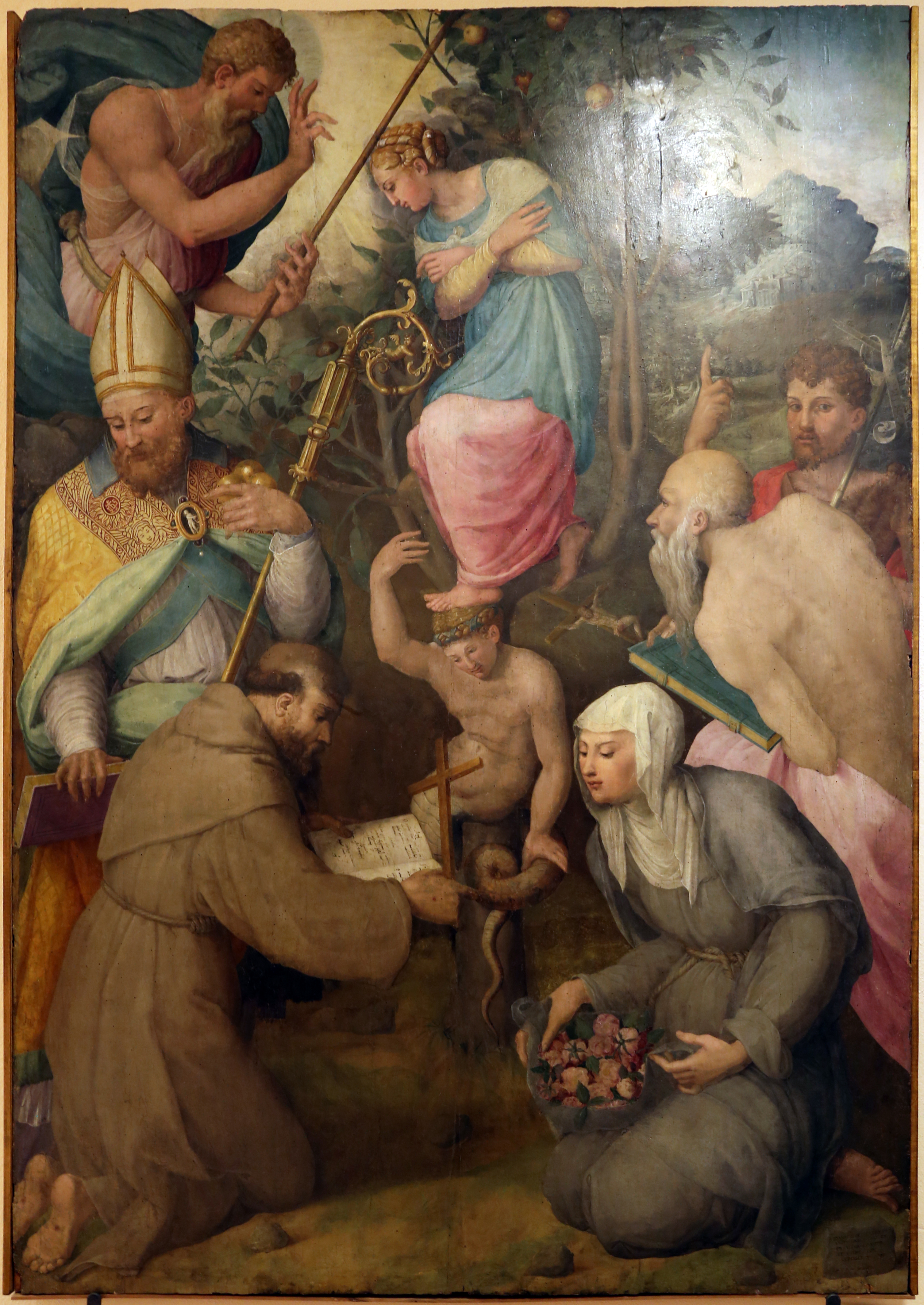
Allegoria dell'Immacolata Concezione e Santi.
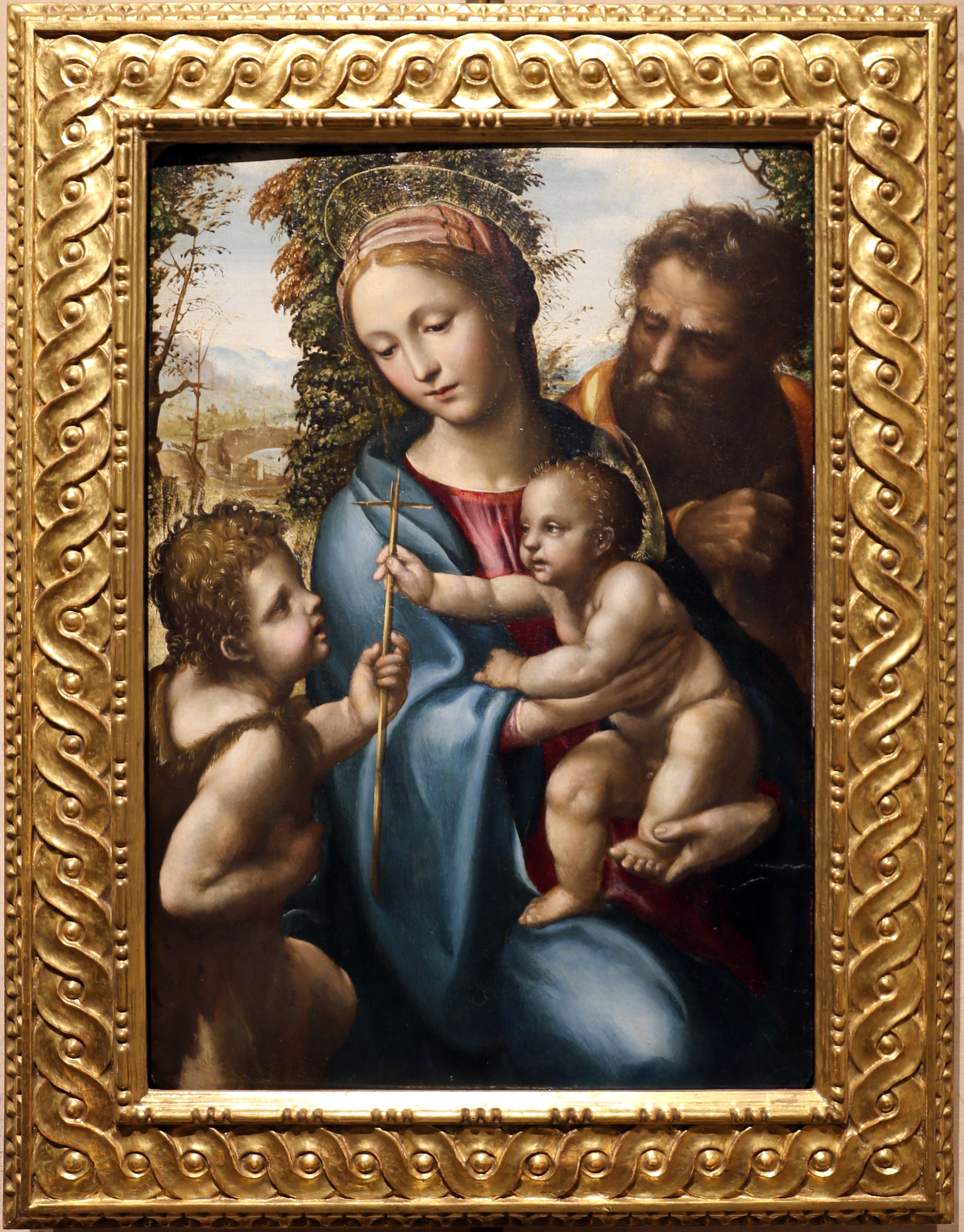
Sacra famiglia con San Giovannino.
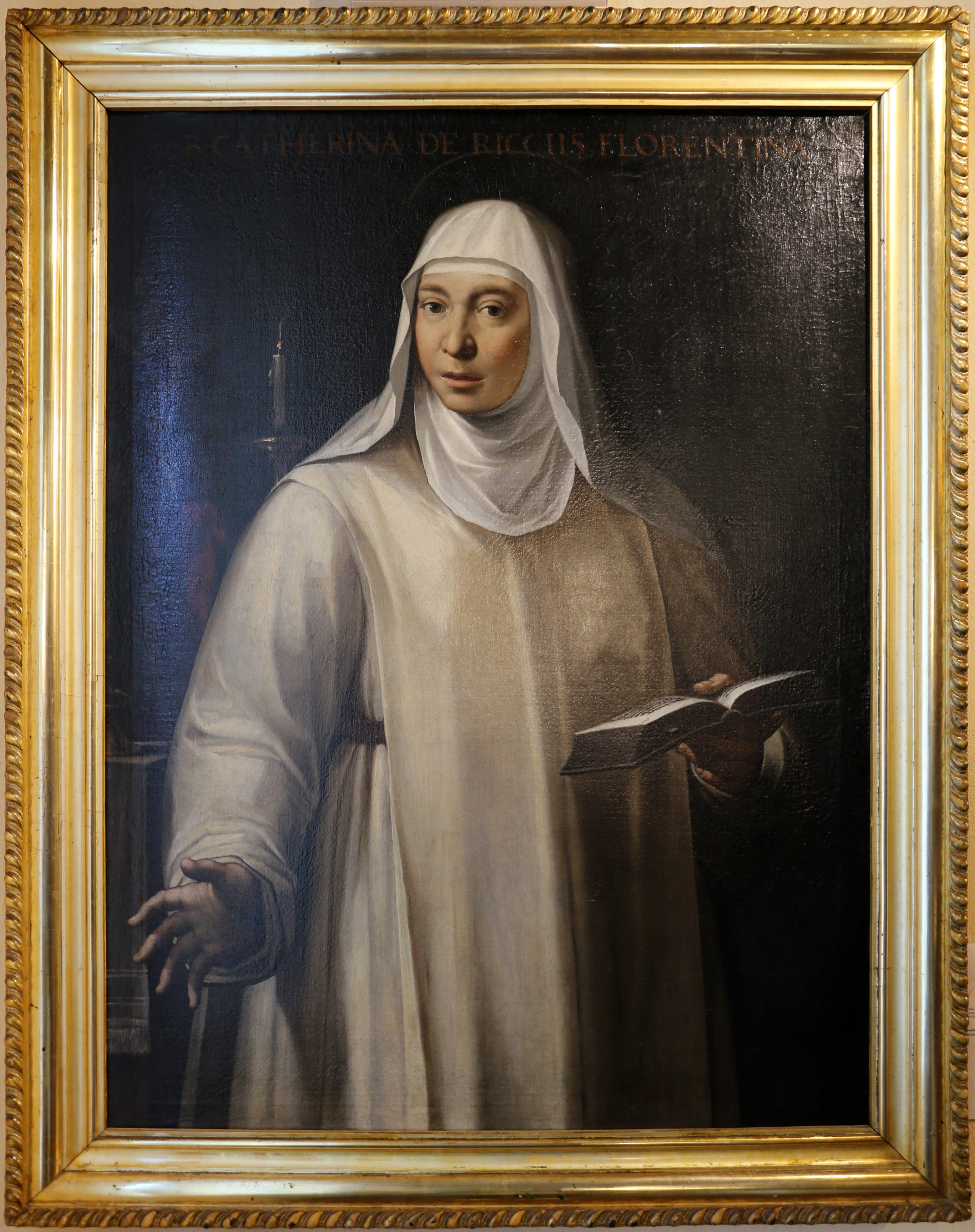
Beata Caterina De'Ricci.
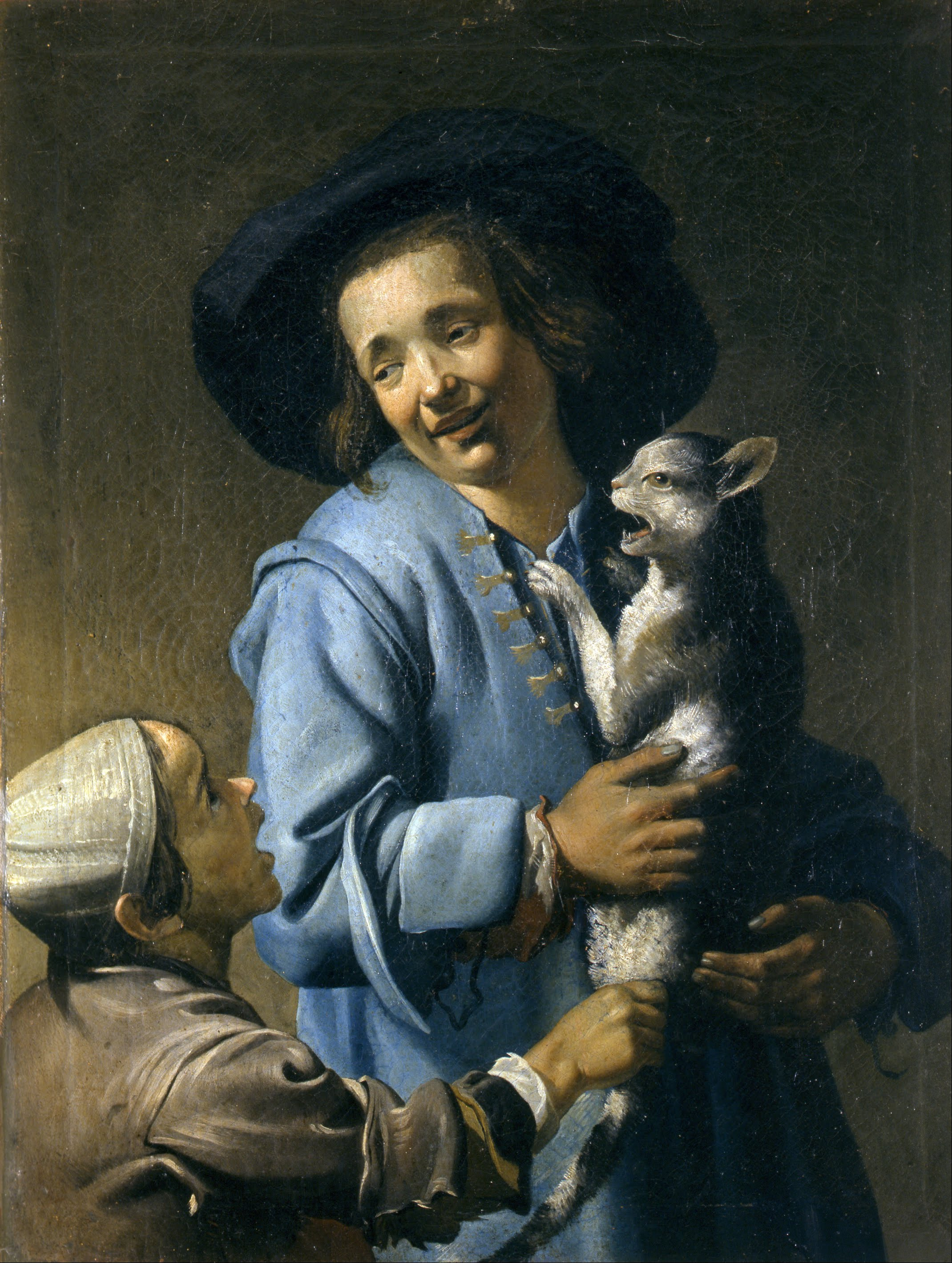
I giovani che giocano con il gatto d'Abraham Bloemaert.
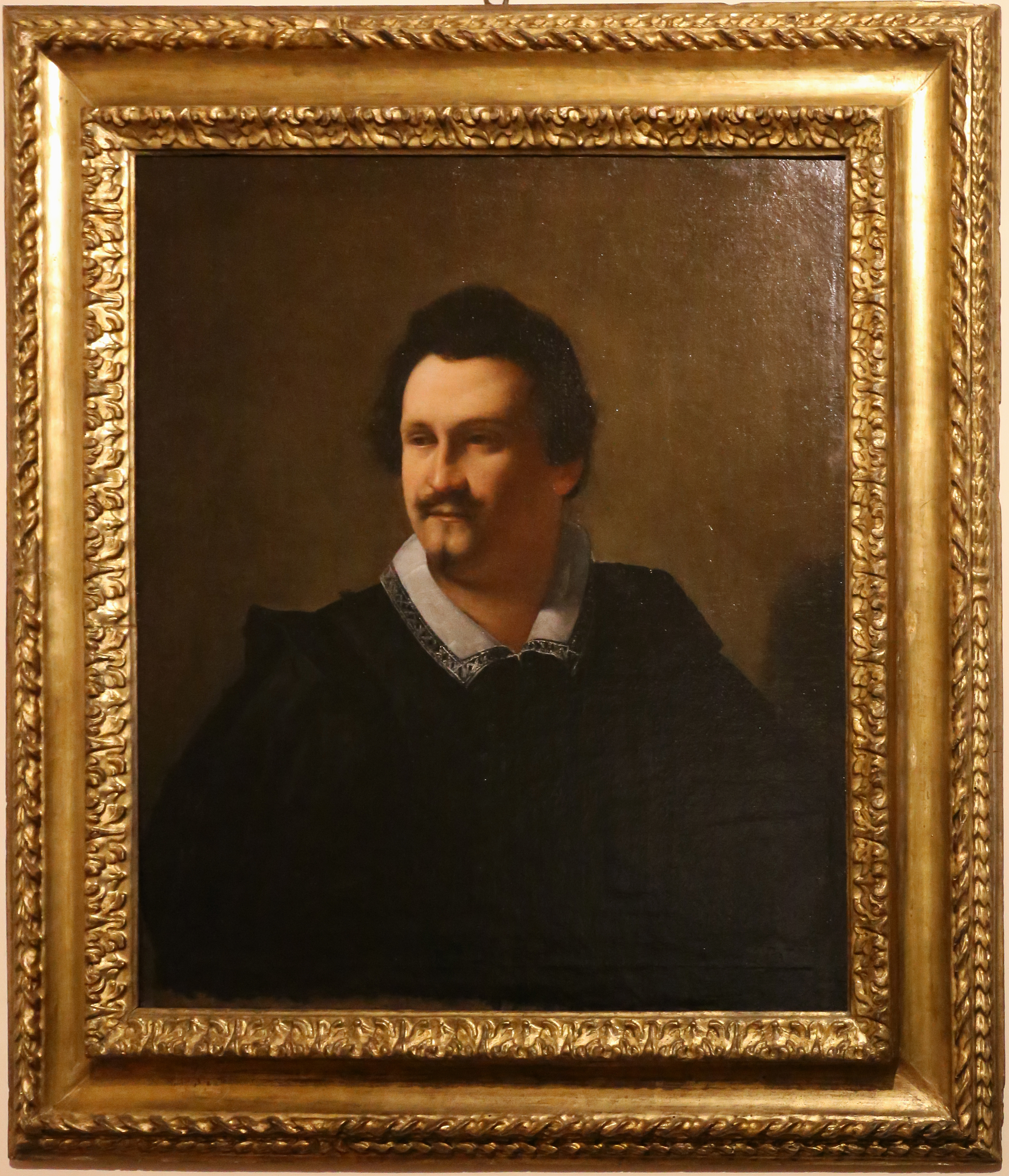
Ritratto di Scipione Caffarelli Borghese.
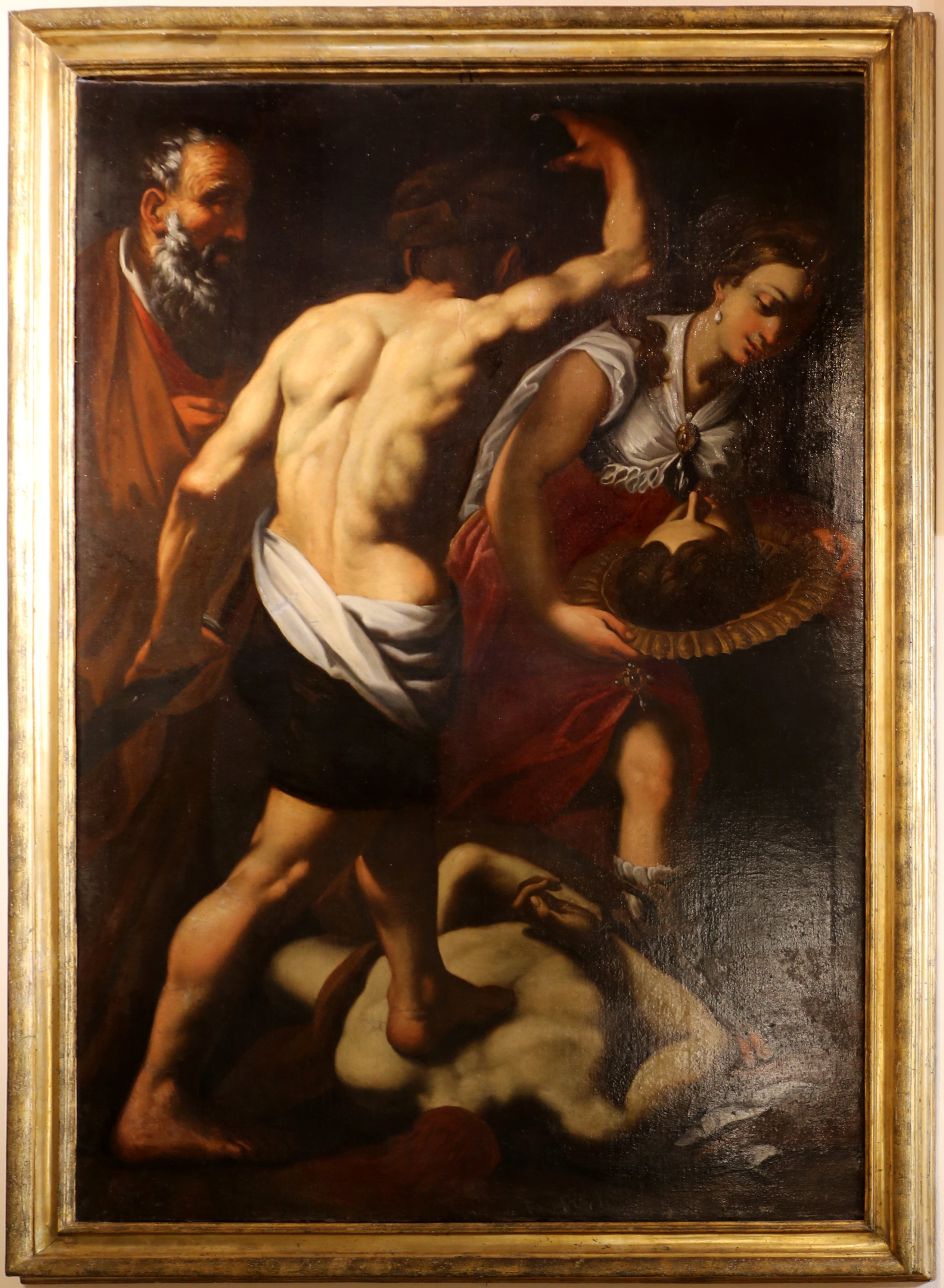
Décapitation de Saint Jean-Baptiste, Bartolomeo Barbiani.